# آریژی
آریژی (به فرانسوی: Ariège) یک رود در فرانسه است که در اوت-گارون واقع شده‌است.